# Palliolum minutulum
Palliolum minutulum is een tweekleppigensoort uit de familie van de Pectinidae. De wetenschappelijke naam van de soort is voor het eerst geldig gepubliceerd in 2000 door Dijkstra & Southgate.